# FC 안시
FC 안시(프랑스어: Football Club d'Annecy)는 프랑스 오트사부아주 안시를 연고지로 하는 축구 클럽이다. 이 팀은 1927년에 창단되었으며, 현재 프랑스의 2부 리그인 리그 2에 참가하고 있다. 홈 경기장은 파르크 드 스포르 경기장이다.
현재의 안시는 1993년에 해체된 FC 안시(Football Club d'Annecy)의 후신으로서 안시 FC(Annecy Football Club)라는 이름으로 창단되었다. 1927년에 결성된 FC 안시는 역사의 대부분을 지역 아마추어 리그에서 보냈다. 구단은 1942년에 처음 프로로 전환했지만 1년 후 다시 아마추어로 복귀해야 했다. 1948-49 시즌을 위해 전국 아마추어 리그가 결성되었을 때 안시는 창립 멤버가 되었다. 11시즌을 보낸 후, 안시는 1959-60 시즌이 끝날 무렵 프랑스의 아마추어 챔피언이 되었고, 1970년대 초반 짧은 상승세를 보인 후 다시 초창기처럼 무명으로 돌아갔다.
1980년대에는 안시가 다시 급부상하면서 1988-89 시즌 동안 프랑스 2부 리그에 진출하기 위해 9년 만에 세 번의 승격을 차지했다. 클럽은 디비전 첫 시즌 이후 다시 프로로 전향했고, 1990-91 시즌에는 쿠프 드 프랑스와 리그에서 모두 좋은 성적을 거두며 절정에 달했다. 1992-93 시즌에 강등된 후, 구단은 1993년 10월에 해체되었다. 이에 안시 FC가 그 자리를 대신하여 창단했으며, 8부 리그로 시작하였다. 이 새로운 팀은 5년 동안 두 번의 승격을 차지했지만, 이후 9년 동안 6부 리그에서 활동하다가 2007-08 시즌에 다시 7부 리그로의 강등을 맞이했다.
2012년 승격을 시작으로 2015년, 2016년 연속 승격과 2020년 승격으로 3부 리그인 샹피오나 나시오날에 복귀했으며, 2022년에는 리그 2로 승격하며 10시즌 동안 7부 리그에서 2부 리그까지 승격하는 기염을 토했다.